# Río Negro
Río Negro este o arie protejată (arie specială de conservare — SAC, sit de importanță comunitară — SCI) din Spania întinsă pe o suprafață de 54,87 ha, integral pe uscat.

## Localizare
Centrul sitului Río Negro este situat la coordonatele 43°30′22″N 6°32′59″W / 43.5061°N 6.5496°V.

## Înființare
Situl Río Negro a fost declarat sit de importanță comunitară în mai 1999 pentru a proteja 7 specii de animale. Situl a fost protejat și ca arie specială de conservare în decembrie 2014.

## Biodiversitate
Situată în ecoregiunea atlantică, aria protejată conține 3 habitate naturale: Roci stâncoase cu vegetație pionieră de Sedo-Scleranthion sau Sedo albi-Veronicion dillenii, Pajiști umede atlantice temperate cu Erica ciliaris și Erica tetralix, Păduri aluvionare cu Alnus glutinosa și Fraxinus excelsior (Alno-Padion, Alnion incanae, Salicion albae).
La baza desemnării sitului se află mai multe specii protejate:
- amfibieni (2): Chioglossa lusitanica, Discoglossus galganoi
- mamifere (1): vidră de râu (Lutra lutra)
- nevertebrate (3): Coenagrion mercuriale, Elona quimperiana, Euplagia quadripunctaria
- pești (1): somonul (Salmo salar)